# 九州観光マスター検定試験
九州観光マスター検定試験（きゅうしゅうかんこうマスターけんていしけん）とは、かつて福岡商工会議所が主催していた検定試験。

## 試験概要
九州と九州の観光について多角的な知識を深め、九州の観光振興に寄与する人材を育成することを目的としている。
1級、2級、3級がある。2005年（平成17年）10月30日に第1回3級を実施。1級は2007年度（平成19年度）から実施していた。
しかしながら少子高齢化や検定試験離れにより年々受験者数が減少したことから、10周年の節目である2015年 （平成27年）9月30日実施の第19回試験をもって終了となった。

## 試験時期
2級・3級は毎年3月と10月に、1級は10月に試験が実施される。上位級の直接受験も可能。年齢、性別、国籍等の制限はない。

## 試験地
当初は2・3級は九州内の主要各都市で実施。1級は福岡市で実施。その後受験者数の減少により2014年度は各級とも福岡市のみでの実施となった。

## 出題レベル・対象と内容
| 級  | レベル                              | 対象                                    | 内容 |
| 3級 | 九州と九州観光についての 基礎的知識 | 一般、新入社員、 学択一式生など         | 九州の観光の動向と振興戦略、九州の観光資源、産業としての観光、観光コミュニケーション、観光マーケティングの考え方 |
| 2級 | 九州と九州観光についての 実践的知識 | 一般、企画・専門職、 中堅社員、学生など | 観光の変化と九州の取り組み、九州の観光資源とその広がり、観光コミュニケーション（中国語や韓国語の会話例・選択科目）、 産業としての観光、観光マーケティングの考え方と展開、観光産業におけるプロモーション戦略、観光地活性化におけるブランド化戦略 |

## 試験形式
2級・3級ではマークシートによる択一式、1級は択一式の基礎編と論述式の事例編による構成であった。
なお、1級・2級では一部、韓国語もしくは中国語の選択問題があったが、2級については2011年9月施行の第13回試験より韓国語もしくは中国語の出題は廃止された

## 合格点
100点満点中、70点以上

## 申込方法
インターネット、書店窓口、郵便払込取扱票 （専用用紙）